# HD 136359
HD 136359，又名CP-60 5760，SAO 253136、HR 5700，是一颗恒星，视星等为5.67，位于銀經320.49，銀緯-3.07，其B1900.0坐标为赤經15h 15m 4s，赤緯-60° -3.07′ 49″。